# Třída Neil Armstrong
Třída Neil Armstrong je třída hydrografických výzkumných lodí vlastněných americkou Office of Naval Research, která je pronajímá uživatelům Woods Hole Oceanographic Institution a Scripps Institution of Oceanography. Celkem byly postaveny dvě jednotky této třídy.

## Stavba
Kontrakt na vývoj a stavbu prototypu získala v říjnu 2011 americká loděnice Dakota Creek Industries v Anacortes ve státě Washington. V únoru 2012 byla uplatněna opce na stavbu druhé jednotky. Kýly obou plavidel byly založeny v srpnu 2012. Prototypová jednotka Neil Armstrong byla předána v srpnu 2015. Druhá jednotka Sally Ride v únoru 2016 dokončila zkoušky. Lodě jsou pojmenovány po amerických astronautech Neilu Armstrongovi a Sally Rideové.
Jednotky třídy Neil Armstrong:
| Jméno                       | Provozovatel                         | Spuštěna | Dokončení      | Status                                        |
| --------------------------- | ------------------------------------ | -------- | -------------- | --------------------------------------------- |
| RV Neil Armstrong (AGOR-27) | Woods Hole Oceanographic Institution | 2014     | 23. září 2015  | Nahradila RV Knorr, aktivní.                  |
| RV Sally Ride (AGOR-28)     | Scripps Institution of Oceanography  | 2014     | 28. října 2016 | Nahradila USNS Melville (T-AGOR-14), aktivní. |

## Konstrukce
Plavidla jsou konstruována podle komerčních standardů. Posádku plavidel tvoří 20 námořníků a 24 vědců. Pohonný systém je diesel-elektrický. Nejvyšší rychlost dosahuje 12 uzlů.